# Prisojnik
Prisojnik – szczyt w Alpach Julijskich, w Słowenii. 2547 m n.p.m.